# Statue-menhir de Puech Réal
La statue-menhir de Puech Réal, appelée aussi statue-menhir du Tougnétou, est une statue-menhir appartenant au groupe rouergat découverte à Saint-Salvi-de-Carcavès, dans le département du Tarn en France.

## Description
La pierre a été découverte en 1887 par M. Rives, sur la colline de Puech Real qui fait partie de la ligne de crêtes des Monts de Lacaune, puis transportée à la ferme de Tougnétou. L'abbé Barthes l'a identifié comme une statue-menhir en 1896 et l'abbé Hermet fouilla le site de la découverte en 1897, sans résultat. La statue a été sculptée dans une dalle de grès blanc dont les sites d'extraction les plus proches (Saint-Crépin, Pousthomy) sont situés à environ 8 km au nord. Elle mesure 0,85 m de hauteur sur 0,35 m de largeur et 0,15 m d'épaisseur.
C'est une statue masculine. Elle est complète mais l'angle gauche de la pierre est brisé. Les sculptures sont très nettes, assez épaisses, mais la zone du menton a été endommagée par l'utilisation de la pierre comme aiguisoir quand elle fut rapportée dans la ferme de Tougnétou. Tous les attributs anthropomorphes sont bien marqués : visage (yeux, nez, tatouages), membres supérieurs et inférieurs, crochets-omoplates. Le personnage porte un vêtement à plis fermé par une ceinture sans boucle et un baudrier avec l'objet,.